# Löts församling, Växjö stift
Löts församling var en församling i Ölands norra kontrakt, Växjö stift och Borgholms kommun. Församlingen uppgick  2006 i Föra-Alböke-Löts församling.
Församlingskyrkan var Löts kyrka.
2003 fanns här 253 invånare.

## Administrativ historik
Församlingen har medeltida ursprung.
Församlingen utgjorde fram till 1525 ett eget pastorat för att därefter till 1962 vara moderförsamling i pastoratet Löt och Alböke. År 1962 blev församlingen annexförsamling i pastoratet Köping, Egby, Löt, Alböke, Föra och Bredsättra. År 2006 uppgick församlingen i Föra-Alböke-Löts församling.
Församlingskod var 088504.

## Series pastorum
| Ämbetstid              | Namn                                    | Levnadstid             |
| (1540)                 | Carl                                    |                        |
| 1551–1574              | Georgius Petri                          | d. 1574                |
| 1575–1610              | Johannes Petri                          | d. 1610                |
| 1611–1615              | Ezechiel Eschilli Moringius             | d. 1615                |
| 1616–1651              | Johannes Andreae (Hans Andersson) Gädda | d. 1652                |
| 1652–1677              | Nicolaus Andreae                        | omkr. 1610–1677        |
| 1677–1688              | Gabriel Nicolai Lothigius               | 1645–1688              |
| 1689–1708              | Johan Nicolai Rosenbaum                 | 1651–1708              |
| 1710–1711              | Johannes Sylvinus                       | 1669–1711              |
| 1713–1744              | Gustaf Gustavi Passenius                | 1681–1744              |
| 1745–1767              | Peter Henric Sporselius                 | 1707–1767              |
| 1770–1787              | Daniel Olai Brusenius                   | 1722–1787              |
| 1790–1799              | Sven Sahlstéen                          | 1738–1799              |
| 1800–1812              | Paulus Runkrantz                        | 1755–1830              |
| 1812–1827              | Jonas Ekström                           | 1766–1827              |
| 1831–1838              | Pehr Ahlqvist                           | 1793–1854              |
| 1838–1861              | Abraham Wallander                       | 1793–1861              |
| 1864–1894              | Carl Lindbom                            | 1810–1894              |
| 1897–1904              | Carl Otto Fredrik Wallander             | 1839–1904              |
| 1905–1917              | Johan Wilhelm Kindborg                  | 1844–1917              |
| 1919–1932              | John Theodor Norrby                     | 1870–1932              |
| 1933–(åtminstone 1951) | Sten Axel Leopold Stenholm              | 1900–(åtminstone 1951) |